# Nikolaus von Stiten

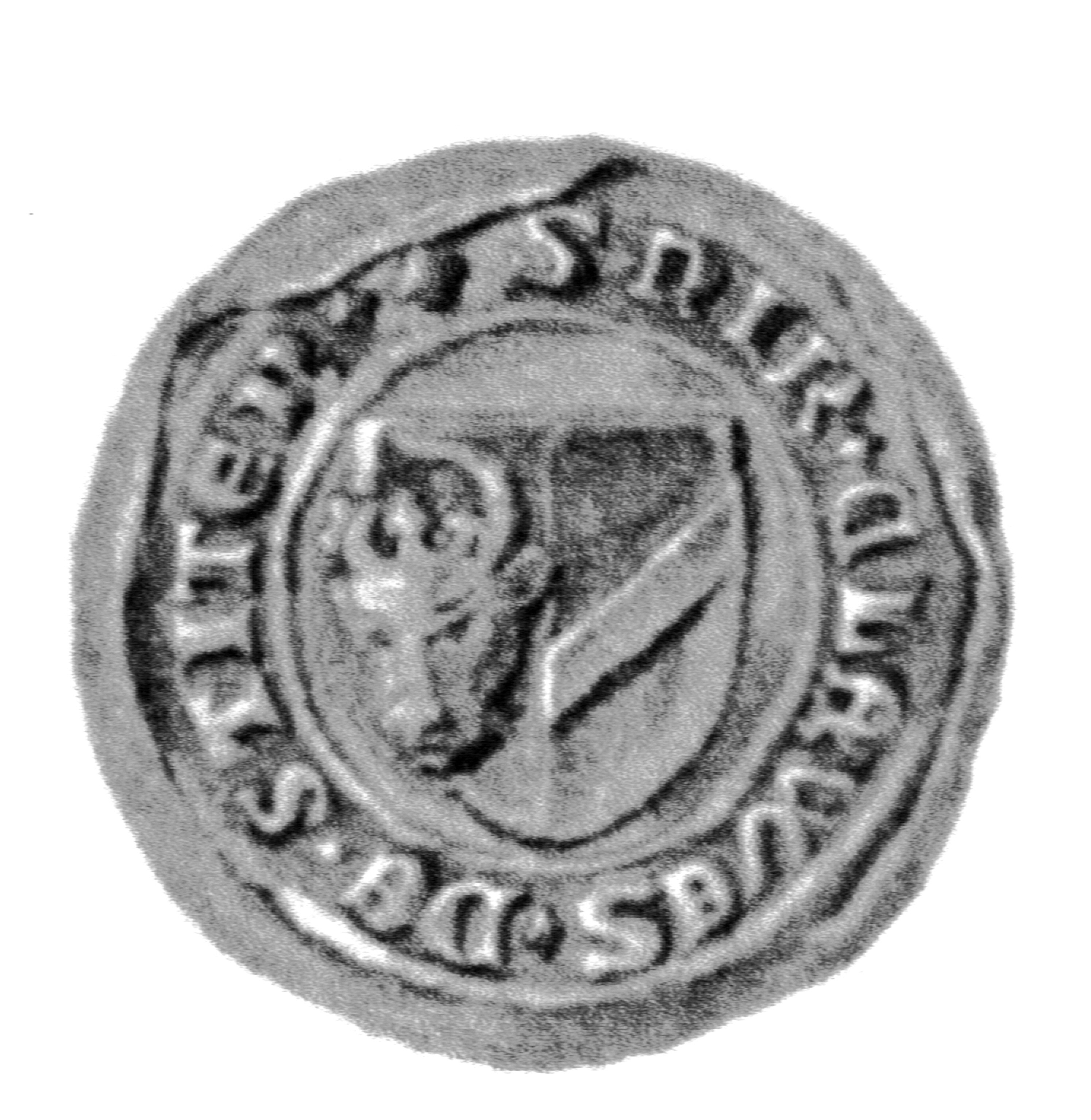
Siegel des Nikolaus v. Stieten (um 1408)

Nikolaus von Stiten († 15. März 1427 in Lübeck) war Ratsherr der Hansestadt Lübeck.

## Leben
Nikolaus von Stiten war der erste Lübecker Ratsherr aus der adligen Lübecker Patrizierfamilie von Stiten. Schon vor seiner Wahl in den Rat der Stadt im Jahr 1402 vertrat er die Interessen Lübecker Kaufleute in Verhandlungen mit dem Bischof Jacob von Lund wegen der Herausgabe von Strandgut havarierter Lübecker Handelsschiffe. 1403 und 1406 reiste er als Gesandter Lübecks nach Livland. 1407 war er Vertreter Lübecks auf dem Hansetag. Im Zuge der Unruhen in Lübeck 1408 verließ er mit weiteren Angehörigen des Alten Rates die Stadt und klagte mit diesen gegen den Neuen Rat vor dem Reichshofgericht in Heidelberg. Sein Lübecker Grundbesitz wurde vom Neuen Rat eingezogen. Er vertrat 1411 die Interessen des Alten Rates beim Hansekontor in Brügge und war 1416 an den Ausgleichsverhandlungen zwischen dem Alten und dem Neuen Rat bei König Erik VII. von Dänemark in Kopenhagen beteiligt. In der Folge nahm er mit den anderen überlebenden Mitgliedern des Alten Rates 1416 sein Ratsmandat wieder auf und vertrat die Hansestädte bereits 1417 wieder in einer Gesandtschaft in Brügge und von 1416 bis 1422 die Interessen Lübecks auf neun Hansetagen. 1422 verhandelte er im Zusammenhang mit dem Vertrag von Perleberg mit dem Hamburger Rat über die Vierlande und war von 1422 bis 1426 erster beiderstädtischer Amtmann in Riepenburg. In Testamenten Lübecker Bürger wird er mehrfach als Urkundszeuge und als Vormund aufgeführt.

## Familie und Besitz
Nikolaus von Stiten war mit der Witwe Abele von Essende, einer Tochter des Lübecker Ratsherrn Gerhard Tusfeld, verheiratet. Ihm gehörte das Dorf Klinkrade im Lauenburgischen. Seit 1395 bewohnte er das Haus Breite Straße 47 und war Mitglied der Zirkelgesellschaft. Er wurde in der Burgkirche bestattet; seine Grabplatte ist in der Literatur beschrieben, aber nicht mehr erhalten.